# Periacma angkhangensis
Periacma angkhangensis är en fjärilsart som beskrevs av Moriuti, Saito och Angoon Lewvanich 1985. Periacma angkhangensis ingår i släktet Periacma och familjen praktmalar, Oecophoridae. Inga underarter finns listade i Catalogue of Life.